# ナンブ
株式会社ナンブは、埼玉県さいたま市浦和区に本社を置く、米穀卸売企業。元浦和市長である相川曹司が設立し、浦和市・さいたま市の元市長であった息子の相川宗一が取締役会長を務める。

## 概要
かつては埼玉南部米穀株式会社であった。埼玉県南部を中心に大手スーパーや精米店、埼玉県学校給食会に米を販売し、相川市長や親族が役員を務めており、同社の株式の約20%を保持している。

## 沿革
- 1951年3月 食糧配給公団の解散・民営移管に際し、浦和市常盤町1-146 に「埼玉南部米穀卸協同組合」として創業[1]。
- 1952年6月 埼玉南部米穀株式会社を資本金5,000千円で創立、事業を継承。社長は相川曹司。
- 1962年9月 浦和市岸町4-11-3に本社屋建設移転。
- 1969年7月 浦和市鹿手袋（現在はウエルシア薬局）に大型精米工場建設、精米事業開始。
- 1972年9月 川口市新堀に第二工場建設。
- 1984年7月 浦和工場が新幹線・埼京線建設用地となったことから浦和市栄和1丁目に新工場を建設し移転。
- 1986年8月 浦和市岸町4丁目に新本社ビルを新築す移転。旧ビルを「南部会館」として関連団体等に賃貸、不動産部門開始。
- 1993年7月 株式会社ナンブに商号変更。

## 所在地
- 本社 - 埼玉県さいたま市浦和区岸町4-2-16
- 精米センター - 埼玉県川口市新堀937